# Atmore
Atmore is een plaats (city) in de Amerikaanse staat Alabama, en valt bestuurlijk gezien onder Escambia County.

## Demografie
Bij de volkstelling in 2000 werd het aantal inwoners vastgesteld op 7676.
In 2006 is het aantal inwoners door het United States Census Bureau geschat op 7485, een daling van 191 (-2,5%).

## Geografie
Volgens het United States Census Bureau beslaat de plaats een oppervlakte van
21,7 km², waarvan 21,6 km² land en 0,1 km² water. Atmore ligt op ongeveer 79 m boven zeeniveau.

## Plaatsen in de nabije omgeving
De onderstaande figuur toont de plaatsen in een straal van 40 km rond Atmore.

## Geboren in Atmore
- Evander Holyfield (19 oktober 1962), bokser